# Porte Carmentale
La Porte Carmentale (latin : Porta Carmentalis) est une des portes du mur servien, située entre la Porte Flumentana et la Porte Fontinale.

## Localisation
La porte tire son nom du sanctuaire dédié à Carmenta (ara Carmentalis) qui est construit à proximité, en contrebas des pentes sud-ouest du Capitole, tout près du croisement des actuelles Via della Consolazione et Via della Bocca della Verità. La porte dessert le Vicus Iugarius.

## Description
La porte, identifiée à des vestiges mis au jour au nord-ouest de l'aire de Sant'Omobono, se compose de deux ouvertures. L'une d'elles, l'ouverture de droite (dexter ianus), est baptisée porta Scelerata après que les Fabii ont traversé cette porte en 477 av. J.-C. pour combattre les Étrusques, conflit qui s'achève avec leur massacre lors du désastre du Crémère.
Le caractère funeste de cet évènement a durablement marqué les Romains et a entrainé des restrictions spéciales sur l'usage de cette porte qui ne peut être franchie que d'une certaine manière. Une autre explication de ce caractère maudit pourrait être que la porte Carmentale a été assimilée à une porte décumane, traditionnellement considérée comme de mauvais augure dans la religion romaine.